# 愛知銀行 (東海銀行の前身)

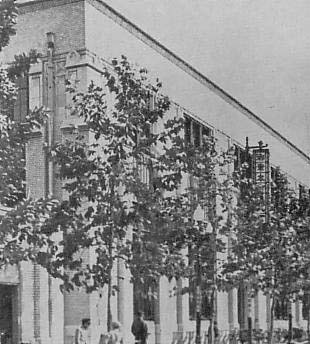
愛知銀行（東海銀行前身）本店

旧:愛知銀行（あいちぎんこう）は、明治期に愛知県名古屋市で設立された旧藩主・士族系の銀行で、その後の東海銀行（現:三菱UFJ銀行）の前身の一つ。
第十一国立銀行と第百三十四国立銀行を母体に、1896年（明治29年）に開業。その後、1941年（昭和16年）に名古屋銀行、伊藤銀行と合併し、東海銀行を新たに設立。
旧:中央相互銀行から転換した愛知銀行（現在のあいち銀行）とは別の法人である。

## 設立の経緯
第十一国立銀行と第百三十四国立銀行の営業満期（設立後20年で私立銀行へ改組を求められた）を目前に控え、名古屋に大資本の銀行を設立しようとのことで、実質的な合併が図られることになった。当初は、日本銀行の名古屋支店の開設を求めていたが断られ、逆に人的支援を行うとの提案があったことも開設に繋がった。

## 沿革
- 1896年（明治29年） - 開業
- 1914年（大正3年）

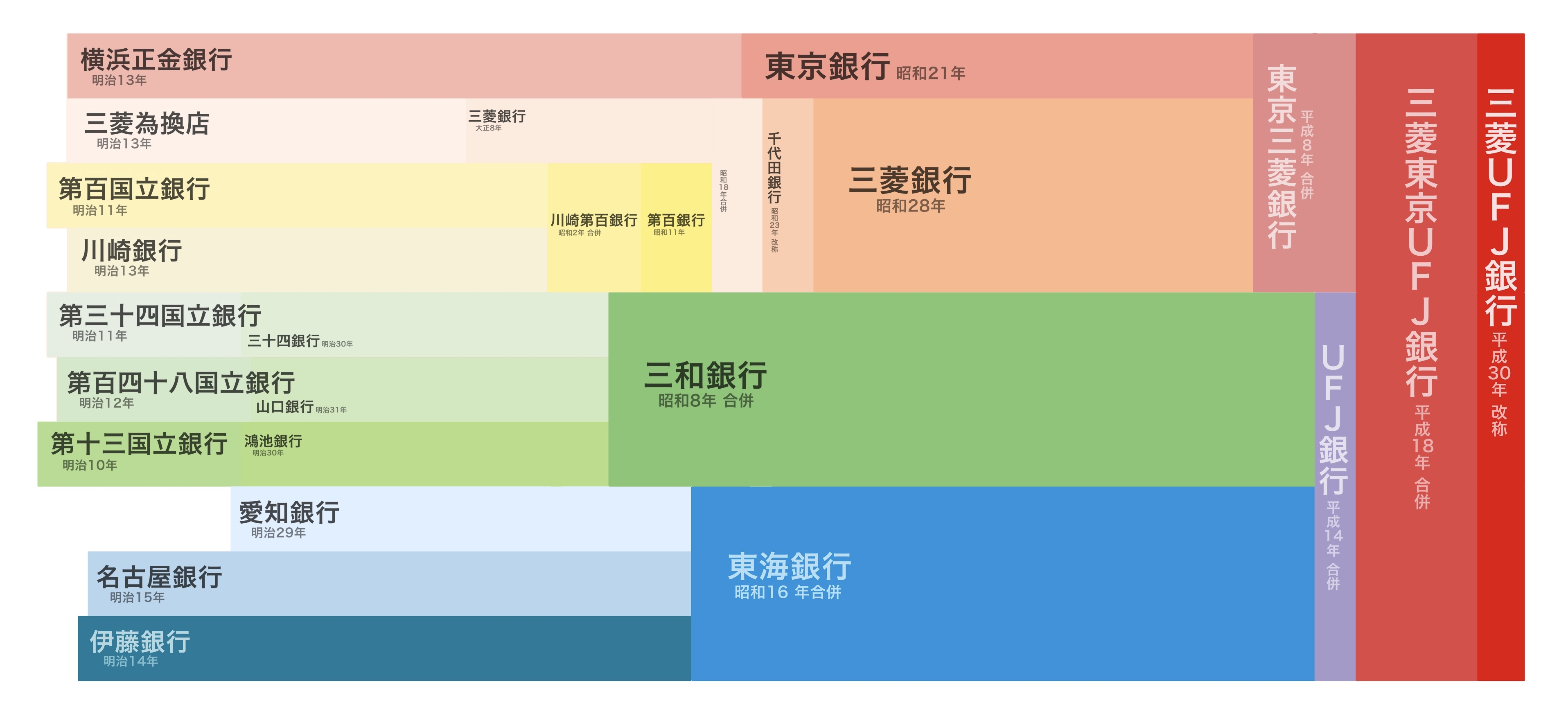
愛知銀行は、東海銀行・UFJ銀行を経て現・三菱UFJ銀行の前身のひとつになっている。

  - 2月1日 - 関戸銀行の営業を譲受け伝馬町支店開設
  - 8月20日 - 北浜銀行で取り付け騒ぎが発生した余波で愛知銀行でも取り付け騒ぎが発生する[1]。
- 1915年（大正4年）5月10日 - 一宮銀行の営業を譲受け
- 1917年（大正6年）12月26日 - 東美銀行を合併
- 1918年（大正7年）5月27日 - 大垣銀行の営業を譲受け大垣支店開設
- 1918年（大正7年）5月27日 - 北方銀行の営業を譲受け
- 1918年（大正7年）6月3日 - 枇杷島銀行の営業を譲受け枇杷島支店開設
- 1928年（昭和3年）2月11日 - 深田銀行の営業を譲受け室町支店開設
- 1941年（昭和16年）6月9日 - 愛知銀行、伊藤銀行と合併し東海銀行を新立

## 発起人
- 徳川義礼 - 尾張徳川家第18代当主（侯爵）
- 山内正義 - 尾張藩元藩士
- 岡谷惣助 - 第百三十四国立銀行初代頭取
- 中村与右衛門
- 伊藤由太郎
- 祖父江重兵衛
- 関戸守彦 - 関戸銀行行主、尾張藩御用達商人「関戸為替方」
- 吹原九郎三郎 - 木綿買次問屋
- 岡田良右衛門
- 伊藤次郎左衞門 - 尾張藩御用達商人「いとう呉服店」（現松坂屋）当主、伊藤銀行設立者、第十一国立銀行初代頭取

## 歴代頭取
- 初代 - 岡谷惣助（1896年（明治29年）4月20日就任）
- 2代 - 渡辺義郎（1909年（明治42年）1月24日就任）（元日本銀行名古屋支店長）

## 資本金推移
- 1896年（明治29年）4月20日 - 200万円（払込済50万円）
- 1917年（大正6年）12月26日 - 221万円（東美銀行の合併に伴い）
- 1918年（大正7年）4月20日 - 700万円
- 1922年（大正11年）1月25日 - 1500万円